# Decize
Decize là một xã trong tỉnh Nièvre, thuộc vùng Bourgogne-Franche-Comté của nước Pháp, có dân số là 6456 người (thời điểm 1999).

## Các thành phố kết nghĩa
- Betzdorf, Đức

## Những người con của thành phố
- Antoine de Saint-Just, nhà cách mạng (1767-1794)
- Hector Hanotean, họa sĩ (1823-1890)